# Seznam ostrovů Francie

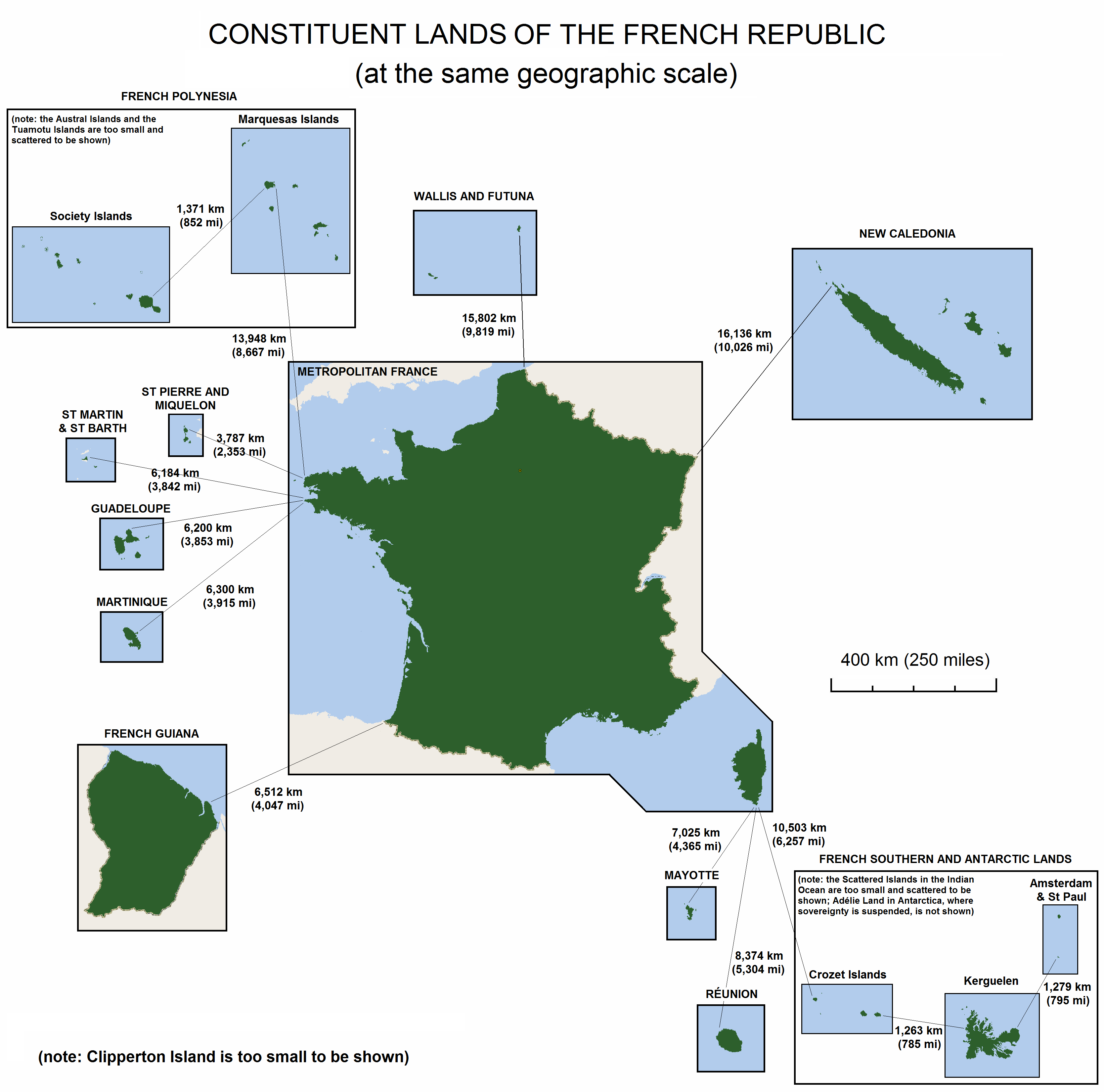
Francie a její závislá území ve stejném měřítku

Ostrovy Francie – přehled francouzských ostrovů větších než 100 km²
|    | ostrov          | francouzsky   | rozloha (km²) | pobřeží (km) | max.nadm. výška (m) | nejvyšší vrchol             | počet obyvatel | hustota zalidnění | největší sídlo        | département / část zámořské Francie | poloha moře/záliv |
| -- | --------------- | ------------- | ------------- | ------------ | ------------------- | --------------------------- | -------------- | ----------------- | --------------------- | ----------------------------------- | ----------------- |
| 1  | Nová Kaledonie  | Grande Terre  | 16 372        | 0            | 1 628               | Mont Panié                  | 225 200        | 13,51             | Nouméa                | Nová Kaledonie                      | Korálové moře     |
| 2  | Korsika         | Corse         | 8 680         | 1 047        | 2 706               | Monte Cinto                 | 322 120        | 37,11             | Ajaccio               | Corse-du-Sud/Haute-Corse            | Středozemní moře  |
| 3  | Kerguélen       | Grande Terre  | 6 675         | 0            | 1 850               | Mont Ross                   | 45             | 0,01              | Port-aux-Français     | TAAF (Kergueleny)                   | Indický oceán     |
| 4  | Réunion         | Réunion       | 2 512         | 0            | 3 069               | Piton des Neiges            | 833 943        | 331,98            | Saint-Denis           | Réunion                             | Indický oceán     |
| 5  | Lifou           | Lifou         | 1 207         | 0            | 104                 | ?                           | 9 275          | 7,68              | Wé                    | Nová Kaledonie                      | Korálové moře     |
| 6  | Martinik        | Martinique    | 1 128         | 0            | 1 397               | Mont Pelée                  | 388 364        | 344,30            | Fort-de-France        | Martinik                            | Karibské moře     |
| 7  | Tahiti          | Tahiti        | 1 036         | 132          | 2 241               | Mont Orohena                | 183 645        | 176,24            | Papeete               | Francouzská Polynésie               | Tichý oceán       |
| 8  | Basse-Terre     | Basse-Terre   | 848           | 180          | 1 467               | Soufrière                   | 186 661        | 220,17            | Basse-Terre           | Guadeloupe                          | Karibské moře     |
| 9  | Maré            | Maré          | 642           | 0            | 138                 | ?                           | 5 648          | 8,79              | Tadine                | Nová Kaledonie                      | Korálové moře     |
| 10 | Grande-Terre    | Grande-Terre  | 587           | 260          | 136                 | Morne l'Escale              | 197 603        | 336,82            | Les Abymes            | Guadeloupe                          | Karibské moře     |
| 11 | Nuku Hiva       | Nuku Hiva     | 387           | 0            | 1 224               | Mont Tekao                  | 2 966          | 7,66              | Taiohae               | Francouzská Polynésie               | Tichý oceán       |
| 12 | Mayotte         | Grande-Terre  | 376           | 0            | 660                 | Benara                      | 186 452        | 513,64            | Mamoudzou             | Mayotte                             | Indický oceán     |
| 13 | Hiva Oa         | Hiva Oa       | 316           | 0            | 1 213               | Mont Temetiu                | 2 190          | 6,93              | Atuona                | Francouzská Polynésie               | Tichý oceán       |
| 14 | Foch            | Île Foch      | 206           | 0            | 687                 | Pyramide mexicaine          | 0              | 0,00              | -                     | TAAF (Kergueleny)                   | Indický oceán     |
| 15 | Miquelon        | Miquelon      | 205           | 0            | 240                 | Morne de la Grande Montagne | 626            | 3,05              | Miquelon              | Saint Pierre a Miquelon             | Atlantský oceán   |
| 16 | Raiatea         | Raiatea       | 175           | 0            | 1 017               | Mont Tefatoaiti             | 12 024         | 68,71             | Uturoa                | Francouzská Polynésie               | Tichý oceán       |
| 17 | Oléron          | Oléron        | 174           | 0            | 34                  | Grande dune de Saint-Trojan | 21 871         | 125,70            | Saint-Pierre-d'Oléron | Charente-Maritime                   | Biskajský záliv   |
| 18 | Marie-Galante   | Marie-Galante | 158           | 84           | 204                 | Morne Constant              | 12 000         | 75,94             | Grand-Bourg           | Guadeloupe                          | Karibské moře     |
| 19 | Possession      | Possession    | 150           | 0            | 934                 | Pic du Mascarin             | 0              | 0,00              | základna Alfred Faure | TAAF (Crozetovy ostrovy)            | Indický oceán     |
| 20 | Île des Pins    | Pins          | 141           | 0            | 262                 | Pic N'ga                    | 1 958          | 13,88             | Vao                   | Nová Kaledonie                      | Korálové moře     |
| 21 | Moorea          | Moorea        | 134           | 0            | 1 207               | Mont Tohi'e'a               | 16 191         | 120,83            | 'Āfareaitu            | Francouzská Polynésie               | Tichý oceán       |
| 22 | Ouvéa           | Ouvéa         | 132           | 0            | 42                  | ?                           | 3 374          | 25,56             | Fayaoué               | Nová Kaledonie                      | Korálové moře     |
| 23 | Východní ostrov | Est           | 130           | 0            | 1 050               | Mont Marion-Dufresne        | 0              | 0,00              | -                     | TAAF (Crozetovy ostrovy)            | Indický oceán     |
| 24 | Ua Pou          | Ua Pou        | 105           | 0            | 1 230               | Mont Oave                   | 2 173          | 20,70             | Hakahau               | Francouzská Polynésie               | Tichý oceán       |

## Podle kontinentů
- Seznam ostrovů Francie v Africe